# Škoda Citigo
Škoda Citigo (type AA) er en mikrobil fra Škoda Auto og en variant af Volkswagen AGs New Small Family. Bilen kom på markedet i Tjekkiet i slutningen af 2011, og i hele Europa i april 2012.